# Diplocalyptra coronata
Diplocalyptra coronata är en korallart som först beskrevs av Sôichirô Kinoshita 1908.  Diplocalyptra coronata ingår i släktet Diplocalyptra och familjen Primnoidae. Inga underarter finns listade i Catalogue of Life.